# Вільховий Михайло Михайлович
Михайло Михайлович Вільховий (нар. 13 квітня 1958) — радянський та український футбольний тренер.

## Кар'єра тренера
За словами харківського тренера Валентина Ходукіна саме він переконав Михайла Вільхового розпочати тренерську діяльність. У 1988 році очолив «Карпати» (Кам'янка-Бузька). Наприкінці 1991 року став першим головним тренером відродженої стрийської «Скали». З 1993 по 1994 рік очолював ФК «Львів». Потім знову тренував стрийську «Скалу». У 1994 році очолив львівських «Скіфів», а наступного року — Газовик (Комарно). З 2000 по 2002 рік працював головним тренером львівського «Динамо».